# Crise da dívida externa latino-americana
Crise da dívida externa foi uma sucessão de problemas econômicos que atingiu a América Latina após a declaração de moratória da dívida externa pelo governo do México em 1982. Foi a mais grave da história da América Latina com queda de renda, diminuição do emprego e aumento da inflação. Devido a crise, a maioria das nações abandonou a política de substituição de importações e adotaram outras voltadas para a exportação, estratégia de fundo neoliberal encorajada pelo FMI, exceto Chile e Costa Rica que preferiram estratégias reformistas. A taxa de crescimento real do PIB para a região foi de apenas 2,3 por cento entre 1980 e 1985, mas, em termos per capita, a América Latina experimentou um crescimento negativo de quase 9 por cento. De 1982 a 1985 a América Latina pagou empréstimos de 108 bilhões de dólares. Em 1989 foi elaborado o Plano Brady, geralmente apontado como o que levou ao fim da crise.

## A moratória do México
Durante a década de 1970, o crédito barato e abundante estimulou o endividamento dos países latino-americanos. Esse dinheiro permitiu que fossem realizados grandes investimentos sem que as importações aumentassem. Esse cenário possibilitou que os países tivessem grandes taxas de crescimento econômico. No Brasil esse período é conhecido como "milagre brasileiro".
Apesar do grande crescimento econômico experimentado pelo México no final da década de 1970, a sua economia ainda era vulnerável e altamente dependente da economia estadunidense. Grande parte do comércio e financiamento eram realizados com o vizinho do norte.
A partir de outubro de 1979, teve início uma forte elevação dos juros pelo Federal Reserve, iniciada sob o comando de Paul Volcker, nomeado para o cargo por Jimmy Carter. Essa alta foi mantida e intensificada no início do governo Reagan. Essa alta fora motivada para conter a alta da inflação, provocando a primeira recessão do pós-guerra. Outra possível causa, segundo Stephen Kanitz  foi a alegada por alguns de que os limites impostos pela regulamentação bancária do governo dos EUA que proibiu seus bancos de emprestarem mais de dez vezes o valor do seu capital, transformou-se numa regra que, quando a inflação corroeu seus limites de crédito, forçou-lhes a cortarem o acesso dos países subdesenvolvidos a economia internacional.
A retração estadunidense provocou uma diminuição das compras de produtos mexicanos e na oferta de financiamento, juntou-se a isso a queda no preço das principais commodities exportadas pelo México. Este processo culminou com a interrupção dos pagamentos da dívida por parte do México no mês de agosto de 1982, moratória de 90 dias decretada pelo ministro Jesús Silva Herzog Flores.

## O contágio da crise
A maioria dos países da América Latina foi afetada pela crise devido ao alto endividamento das suas economias. A dificuldade de acesso a financiamento externo decorrente da moratória mexicana provocou graves crises de liquidez nesses países. Essa época ficou conhecida como "a década perdida".

## O Brasil
Durante a década de 1970 o Brasil aproveitou a abundância de crédito para realizar um grande plano de investimentos. A crença na continuidade das condições favoráveis e no aumento dos fluxos de comércio internacional deixou o país vulnerável. A elevação do serviço da dívida em decorrência do aumento da taxa de juros e a dificuldade na obtenção de divisas devido a diminuição das exportações levou a uma séria crise de liquidez.

### História
Os problemas no México e na Argentina se refletiram no Brasil em setembro de 1982, conhecido como "setembro negro". Para fechar seu balanço, o país precisou de um empréstimo de 3 bilhões de dólares (1/3 com bancos oficiais e 2/3 com bancos comerciais) . A partir daí passou-se para acordos com a comunidade internacional, com as seguintes fases:
- Fase 1 - 1983:
  - Novos empréstimos em moeda (New Money) com o "Credit and Guaranty Agreement" (CGA) em 25 de fevereiro de 1983 - 4,4 bilhões de dólares envolvendo 173 instituições internacionais (Projeto 1).
  - "Deposit Facility Agreement (DFA)" - depósito em moeda nacional em contas do Banco Central em nome dos credores para amortização em 8 anos, com carência de dois anos e meio - 4,3 milhões e 660 credores participantes (Projeto 2)
  - Linhas de Crédito Comercial (Trades Lines) - Garantia de crédito para o comércio internacional brasileiro - 10,4 bilhões e participação de 174 bancos (Projeto 3).
  - Linhas de crédito interbancário - Provimento de recursos para as agencias bancárias brasileiras do exterior. - 6 bilhões de dólares, com a participação de 260 bancos (Projeto 4).

- Fase 2 - 1984: Os projetos anteriores foram renomeados para A,B,C e D, com formalização dos acordos 3(C) e 4 (D) e ajuste dos valores, prazos e condições.

- Fase 3 - 1985/1986: Em 25 de julho de 1986 por um documento chamado term sheet foram assinado três contratos que somaram 24,8 bilhões de dólares (sem dinheiro novo):
  - "Amendment nº 1 to the Deposit Facility Agreement para o Projeto 2(B) e seus DFAs"
  - "1986 Trade Commitment Letter, prorrogando o Projeto 3 (C)"
  - "1986 Interbank Commintment Letter, prorrogando o Projeto 4 (D)"

- Fase 4 - 1987/1988 - Em fevereiro de 1987 o Ministro da Fazenda Dilson Funaro decretou a "moratória da dívida externa". Em setembro de 1988 foi firmado o acordo com inovações importantes:
  - Novos empréstimos em moeda (new money) - 5,2 bilhões de dólares distribuídos em quatro contratos:"Parallel Financing Agreement", "Commercial Bank Cofinancing Agreement", "New Money Bond Subscription Agreement" e "New Money Trade Deposit Facility Agreement", ou MYDFA.
  - Manutenção, no montante de 14,4 bilhões de dólares, das linhas de crédito comercial e interbancária dos projetos 3 e 4 (ou C e D) das fases anteriores
  - Conversão da dívida em "bônus de saída" (exit bond)- 1,05 bilhão de dólares conforme o chamado "Brazil Investiment Bond Exchange Agreement", conhecido como BIB.

- Ver também: Dívida pública do Brasil.

## A solução
As ideias que nortearam essas politicas de liberalização da economia foram elaboradas nos Estados Unidos, por meio de reuniões entre funcionários do governo norte-americano e de organismos financeiros e de desenvolvimento internacionais (FMI e Bird-o Banco Mundial), e ficaram conhecidas como Consenso de Washington.[carece de fontes?]